# Nemzeti Bajnokság I (2025/2026)
Ten artykuł dotyczy trwającego lub niedawnego wydarzenia sportowego. Informacje w nim zamieszczone mogą się zmienić lub zdezaktualizować wraz z postępem zdarzenia. Początkowe doniesienia, wyniki lub statystyki mogą być niepewne. Ostatnie aktualizacje do tego artykułu mogą nie odzwierciedlać najbardziej aktualnych informacji.
Nemzeti Bajnokság I 2025/2026 (ze względów sponsorskich zwana jako OTP Bank Liga) – 124. edycja najwyższej klasy rozgrywkowej piłki nożnej na Węgrzech.
Sezon rozpocznie się 25 lipca 2025, a zakończy 16 maja 2026. W rozgrywkach uczestniczy 12 zespołów.
Rozgrywki toczą się systemem „każdy z każdym”, w którym każde dwie drużyny rozegrają między sobą trzy spotkania, co łącznie da 33 kolejki w sezonie.
Obrońcą tytułu jest Ferencváros Budapeszt.

## Drużyny
| Uczestnicy poprzedniej edycji | Uczestnicy poprzedniej edycji | Uczestnicy poprzedniej edycji | Uczestnicy poprzedniej edycji |
| --- | ----------------------------- | ----------------------------- | ----------------------------- |
| FER | Ferencvárosi TC               | Budapeszt                     | 1                             |
| PUS | Puskás Akadémia FC            | Felcsút                       | 2                             |
| PAK | Paksi FC                      | Paks                          | 3                             |
| GYŐ | Győri ETO                     | Győr                          | 4                             |
| MTK | MTK Budapest FC               | Budapeszt                     | 5                             |
| DIÓ | Diósgyőri VTK                 | Miszkolc                      | 6                             |
| ÚJP | Újpest FC                     | Budapeszt                     | 7                             |
| NYÍ | Nyíregyháza Spartacus         | Nyíregyháza                   | 8                             |
| DEB | Debreceni VSC                 | Debreczyn                     | 9                             |
| ZAL | Zalaegerszegi TE              | Zalaegerszeg                  | 10                            |
| Awans z Nemzeti Bajnokság II |                               |                               |                               |
| KIS | Kisvárda FC                   | Kisvárda                      | 1                             |
| KAZ | Kazincbarcikai SC             | Kazincbarcika                 | 2                             |
| Oznaczenia: - kolumna pierwsza – skróty nazw drużyn, - kolumna trzecia – siedziba klubu, - kolumna czwarta – miejsce zajęte w poprzednim sezonie. |                               |                               |                               |

## Tabela
| Lp. | Drużyna             | M | Z | R | P | B+ | B– | +/– | Pkt | Kwalifikacja lub spadek                         |
| --- | ------------------- | - | - | - | - | -- | -- | --- | --- | ----------------------------------------------- |
| 1   | Puskás Akadémia FC  | 4 | 3 | 0 | 1 | 8  | 6  | +2  | 9   | Liga Mistrzów UEFA • I runda kwalifikacyjna     |
| 2   | Paksi FC            | 4 | 2 | 2 | 0 | 12 | 7  | +5  | 8   | Liga Konferencji UEFA • II runda kwalifikacyjna |
| 3   | Ferencvárosi TC     | 4 | 2 | 1 | 1 | 9  | 4  | +5  | 7   | Liga Konferencji UEFA • II runda kwalifikacyjna |
| 4   | Debreceni VSC       | 4 | 2 | 1 | 1 | 7  | 6  | +1  | 7   |                                                 |
| 5   | Kisvárda            | 4 | 2 | 1 | 1 | 5  | 7  | −2  | 7   |                                                 |
| 6   | Győr                | 4 | 1 | 3 | 0 | 12 | 7  | +5  | 6   |                                                 |
| 7   | Újpest FC           | 4 | 1 | 1 | 2 | 5  | 5  | 0   | 4   |                                                 |
| 8   | MTK                 | 4 | 1 | 1 | 2 | 8  | 9  | −1  | 4   |                                                 |
| 9   | Nyíregyháza         | 4 | 1 | 1 | 2 | 6  | 9  | −3  | 4   |                                                 |
| 10  | Zalaegerszegi TE FC | 4 | 0 | 4 | 0 | 8  | 8  | 0   | 4   |                                                 |
| 11  | Diósgyőr            | 4 | 0 | 2 | 2 | 5  | 12 | −7  | 2   | Spadek do Nemzeti Bajnokság II                  |
| 12  | Kazincbarcika       | 4 | 0 | 1 | 3 | 4  | 9  | −5  | 1   | Spadek do Nemzeti Bajnokság II                  |

## Wyniki
| Gospodarz \ Gość    | DEB    | DIO    | GYO   | FER    | KAZ    | KIS    | MTK    | NYI    | PAK    | PUS    | UJP    | ZAL | DEB | DIO | GYO | FER | KAZ | KIS | MTK | NYI | PAK | PUS | UJP | ZAL |
| ------------------- | ------ | ------ | ----- | ------ | ------ | ------ | ------ | ------ | ------ | ------ | ------ | --- | --- | --- | --- | --- | --- | --- | --- | --- | --- | --- | --- | --- |
| Debreceni VSC       |        |        |       | 31 sie |        |        | 1–0    | 1–2    |        |        |        |     |     |     |     |     |     |     |     |     |     |     |     |     |
| Diósgyőr            |        |        |       |        | 2–2    |        |        |        |        | 30 sie |        | 2–2 |     |     |     |     |     |     |     |     |     |     |     |     |
| Győr                |        |        |       |        |        |        |        | 31 sie |        |        | 1–1    |     |     |     |     |     |     |     |     |     |     |     |     |     |
| Ferencvárosi TC     |        |        |       |        | 3–0    |        |        |        |        | 1–2    |        |     |     |     |     |     |     |     |     |     |     |     |     |     |
| Kazincbarcika       | 1–2    |        | 3 gru |        |        |        |        |        |        |        |        |     |     |     |     |     |     |     |     |     |     |     |     |     |
| Kisvárda            |        |        |       | 3 gru  |        |        |        |        | 1–5    | 2–1    |        |     |     |     |     |     |     |     |     |     |     |     |     |     |
| MTK                 |        | 5–0    | 2–7   | 1–1    |        |        |        |        | 24 sie |        |        |     |     |     |     |     |     |     |     |     |     |     |     |     |
| Nyíregyháza         |        | 23 sie |       | 1–4    |        | 1–1    |        |        |        |        |        |     |     |     |     |     |     |     |     |     |     |     |     |     |
| Paksi FC            | 22 sie |        | 3–3   |        | 29 sie |        |        |        |        |        |        | 2–2 |     |     |     |     |     |     |     |     |     |     |     |     |
| Puskás Akadémia FC  |        |        |       |        | 2–1    |        |        | 3–2    |        |        |        |     |     |     |     |     |     |     |     |     |     |     |     |     |
| Újpest FC           |        | 3–1    |       |        |        | 0–1    | 30 sie |        | 1–2    |        |        |     |     |     |     |     |     |     |     |     |     |     |     |     |
| Zalaegerszegi TE FC | 3–3    |        | 1–1   |        |        | 30 sie |        |        |        |        | 23 sie |     |     |     |     |     |     |     |     |     |     |     |     |     |

## Miejsca po danych kolejkach
| Drużyna \ Kolejka   | 1             | 2  | 3  | 4  | 5 | 6 | 7 | 8 | 9 | 10 | 11 | 12 | 13 | 14 | 15 | 16 | 17 | 18 | 19 | 20 | 21 | 22 | 23 | 24 | 25 | 26 | 27 | 28 | 29 | 30 | 31 | 32 | 33 |  |
| ------------------- | ------------- | -- | -- | -- | - | - | - | - | - | -- | -- | -- | -- | -- | -- | -- | -- | -- | -- | -- | -- | -- | -- | -- | -- | -- | -- | -- | -- | -- | -- | -- | -- |  |
| Drużyna \ Kolejka   | Debreceni VSC | 3  | 5  | 3  | 4 |   |   |   |   |    |    |    |    |    |    |    |    |    |    |    |    |    |    |    |    |    |    |    |    |    |    |    |    |  |
| Diósgyőr            | 12            | 10 | 11 | 11 |   |   |   |   |   |    |    |    |    |    |    |    |    |    |    |    |    |    |    |    |    |    |    |    |    |    |    |    |    |  |
| Győr                | 3             | 7  | 9  | 6  |   |   |   |   |   |    |    |    |    |    |    |    |    |    |    |    |    |    |    |    |    |    |    |    |    |    |    |    |    |  |
| Ferencvárosi TC     | 7             | 3  | 1  | 3  |   |   |   |   |   |    |    |    |    |    |    |    |    |    |    |    |    |    |    |    |    |    |    |    |    |    |    |    |    |  |
| Kazincbarcika       | 11            | 12 | 12 | 12 |   |   |   |   |   |    |    |    |    |    |    |    |    |    |    |    |    |    |    |    |    |    |    |    |    |    |    |    |    |  |
| Kisvárda            | 7             | 11 | 7  | 5  |   |   |   |   |   |    |    |    |    |    |    |    |    |    |    |    |    |    |    |    |    |    |    |    |    |    |    |    |    |  |
| MTK                 | 7             | 9  | 5  | 8  |   |   |   |   |   |    |    |    |    |    |    |    |    |    |    |    |    |    |    |    |    |    |    |    |    |    |    |    |    |  |
| Nyíregyháza         | 7             | 8  | 10 | 9  |   |   |   |   |   |    |    |    |    |    |    |    |    |    |    |    |    |    |    |    |    |    |    |    |    |    |    |    |    |  |
| Paksi FC            | 3             | 2  | 2  | 2  |   |   |   |   |   |    |    |    |    |    |    |    |    |    |    |    |    |    |    |    |    |    |    |    |    |    |    |    |    |  |
| Puskás Akadémia FC  | 2             | 1  | 4  | 1  |   |   |   |   |   |    |    |    |    |    |    |    |    |    |    |    |    |    |    |    |    |    |    |    |    |    |    |    |    |  |
| Újpest FC           | 1             | 4  | 6  | 7  |   |   |   |   |   |    |    |    |    |    |    |    |    |    |    |    |    |    |    |    |    |    |    |    |    |    |    |    |    |  |
| Zalaegerszegi TE FC | 3             | 6  | 8  | 10 |   |   |   |   |   |    |    |    |    |    |    |    |    |    |    |    |    |    |    |    |    |    |    |    |    |    |    |    |    |  |

## Bramki, kartki
| Kolejka                                    | Rozegrane mecze              | Strzelone gole               | Średnia goli na mecz         | Pokazane kartki              | Pokazane kartki              | Średnia kartek na mecz       | Kolejka                    | Rozegrane mecze            | Strzelone gole             | Średnia goli na mecz       | Pokazane kartki            | Pokazane kartki            | Średnia kartek na mecz     | Kolejka                     | Rozegrane mecze             | Strzelone gole              | Średnia goli na mecz        | Pokazane kartki             | Pokazane kartki             | Średnia kartek na mecz      |
| ------------------------------------------ | ---------------------------- | ---------------------------- | ---------------------------- | ---------------------------- | ---------------------------- | ---------------------------- | -------------------------- | -------------------------- | -------------------------- | -------------------------- | -------------------------- | -------------------------- | -------------------------- | --------------------------- | --------------------------- | --------------------------- | --------------------------- | --------------------------- | --------------------------- | --------------------------- |
| 1                                          | 6                            | 23                           | 3,83                         | 23                           | 2                            | 4,17                         | 12                         | 6                          | 0                          | 0,00                       | 0                          | 0                          | 0,00                       | 23                          | 6                           | 0                           | 0,00                        | 0                           | 0                           | 0,00                        |
| 2                                          | 6                            | 21                           | 3,50                         | 37                           | 3                            | 6,67                         | 13                         | 6                          | 0                          | 0,00                       | 0                          | 0                          | 0,00                       | 24                          | 6                           | 0                           | 0,00                        | 0                           | 0                           | 0,00                        |
| 3                                          | 6                            | 21                           | 3,50                         | 25                           | 0                            | 4,17                         | 14                         | 6                          | 0                          | 0,00                       | 0                          | 0                          | 0,00                       | 25                          | 6                           | 0                           | 0,00                        | 0                           | 0                           | 0,00                        |
| 4                                          | 6                            | 24                           | 4,00                         | 35                           | 2                            | 6,17                         | 15                         | 6                          | 0                          | 0,00                       | 0                          | 0                          | 0,00                       | 26                          | 6                           | 0                           | 0,00                        | 0                           | 0                           | 0,00                        |
| 5                                          | 6                            | 0                            | 0,00                         | 0                            | 0                            | 0,00                         | 16                         | 6                          | 0                          | 0,00                       | 0                          | 0                          | 0,00                       | 27                          | 6                           | 0                           | 0,00                        | 0                           | 0                           | 0,00                        |
| 6                                          | 6                            | 0                            | 0,00                         | 0                            | 0                            | 0,00                         | 17                         | 6                          | 0                          | 0,00                       | 0                          | 0                          | 0,00                       | 28                          | 6                           | 0                           | 0,00                        | 0                           | 0                           | 0,00                        |
| 7                                          | 6                            | 0                            | 0,00                         | 0                            | 0                            | 0,00                         | 18                         | 6                          | 0                          | 0,00                       | 0                          | 0                          | 0,00                       | 29                          | 6                           | 0                           | 0,00                        | 0                           | 0                           | 0,00                        |
| 8                                          | 6                            | 0                            | 0,00                         | 0                            | 0                            | 0,00                         | 19                         | 6                          | 0                          | 0,00                       | 0                          | 0                          | 0,00                       | 30                          | 6                           | 0                           | 0,00                        | 0                           | 0                           | 0,00                        |
| 9                                          | 6                            | 0                            | 0,00                         | 0                            | 0                            | 0,00                         | 20                         | 6                          | 0                          | 0,00                       | 0                          | 0                          | 0,00                       | 31                          | 6                           | 0                           | 0,00                        | 0                           | 0                           | 0,00                        |
| 10                                         | 6                            | 0                            | 0,00                         | 0                            | 0                            | 0,00                         | 21                         | 6                          | 0                          | 0,00                       | 0                          | 0                          | 0,00                       | 32                          | 6                           | 0                           | 0,00                        | 0                           | 0                           | 0,00                        |
| 11                                         | 6                            | 0                            | 0,00                         | 0                            | 0                            | 0,00                         | 22                         | 6                          | 0                          | 0,00                       | 0                          | 0                          | 0,00                       | 33                          | 6                           | 0                           | 0,00                        | 0                           | 0                           | 0,00                        |
| Podsumowanie rundy pierwszej               | Podsumowanie rundy pierwszej | Podsumowanie rundy pierwszej | Podsumowanie rundy pierwszej | Podsumowanie rundy pierwszej | Podsumowanie rundy pierwszej | Podsumowanie rundy pierwszej | Podsumowanie rundy drugiej | Podsumowanie rundy drugiej | Podsumowanie rundy drugiej | Podsumowanie rundy drugiej | Podsumowanie rundy drugiej | Podsumowanie rundy drugiej | Podsumowanie rundy drugiej | Podsumowanie rundy trzeciej | Podsumowanie rundy trzeciej | Podsumowanie rundy trzeciej | Podsumowanie rundy trzeciej | Podsumowanie rundy trzeciej | Podsumowanie rundy trzeciej | Podsumowanie rundy trzeciej |
| 66                                         | 66                           | 0                            | 0,000                        | 0                            | 0                            | 0,000                        | 66                         | 66                         | 0                          | 0,000                      | 0                          | 0                          | 0,000                      | 66                          | 66                          | 0                           | 0,000                       | 0                           | 0                           | 0,000                       |
| Podsumowanie sezonu                        |                              |                              |                              |                              |                              |                              |                            |                            |                            |                            |                            |                            |                            |                             |                             |                             |                             |                             |                             |                             |
| \| 198 \| 0 \| 0,000 \| 0 \| 0 \| 0,000 \| |                              |                              |                              |                              |                              |                              |                            |                            |                            |                            |                            |                            |                            |                             |                             |                             |                             |                             |                             |                             |
|                                            |                              |                              |                              |                              |                              |                              |                            |                            |                            |                            |                            |                            |                            |                             |                             |                             |                             |                             |                             |                             |
| 198                                        | 0                            | 0,000                        | 0                            | 0                            | 0,000                        |                              |                            |                            |                            |                            |                            |                            |                            |                             |                             |                             |                             |                             |                             |                             |

Ostatnia aktualizacja: 2025-08-17. Źródło:.

## Najlepsi strzelcy
| Bramki | Strzelcy       | Drużyna            |
| ------ | -------------- | ------------------ |
| 5      | Rajmund Molnár | MTK                |
| 3      | Zsombor Gruber | Ferencvárosi TC    |
| 3      | Dániel Lukács  | Puskás Akadémia FC |

Stan na 2025-08-17. Źródło:

## Trenerzy, kapitanowie i sponsorzy
| Drużyna             | Trener              | Kapitan           | Sponsor techniczny | Sponsor strategiczny         |
| ------------------- | ------------------- | ----------------- | ------------------ | ---------------------------- |
| Debreceni VSC       | Sergio Navarro      | Balázs Dzsudzsák  | Adidas             | Tranzit-Food, EVE, Tippmix   |
| Diósgyőr            | Vladimir Radenković | Gergő Holdampf    | 2Rule              | Hell Energy, Tippmix         |
| Ferencvárosi TC     | Robbie Keane        | Dénes Dibusz      | Macron             | Telekom, Tippmix             |
| Győr                | Balázs Borbély      | Michal Škvarka    | Adidas             | Tippmix                      |
| Kazincbarcika       | Attila Kuttor       | Bálint Kártik     | Puma               | NanoMix Beton, GNB           |
| Kisvárda            | Máté Gerliczki      | Jasmin Mešanović  | Adidas             | Master Good                  |
| MTK                 | Dávid Horváth       | Mihály Kata       | Nike               | Prohuman, Tippmix            |
| Nyíregyháza         | Krisztián Timár     | Gergő Gengeliczki | Macron             | Révész, Tippmix              |
| Paksi FC            | György Bognár       | János Szabó       | Nike               | Tippmix                      |
| Puskás Akadémia FC  | Zsolt Hornyák       | Roland Szolnoki   | 2Rule              | Mészáros & Mészáros, Tippmix |
| Újpest FC           | Damir Krznar        | Matija Ljujić     | Puma               | MOL, 11TeamSports,, Tippmix  |
| Zalaegerszegi TE FC | Nuno Campos         | Norbert Szendrei  | 2Rule              | Pharos '95, Tippmix          |

### Zmiany trenerów
| Klub                | Były trener        | Powód                        | Data odejścia | Nowy trener         | Data zatrudnienia | Źródło                      |
| ------------------- | ------------------ | ---------------------------- | ------------- | ------------------- | ----------------- | --------------------------- |
| Przed sezonem       |                    |                              |               |                     |                   |                             |
| Kisvárda            | Attila Révész      | Wyznaczony dyrektor sportowy | 2025-05-31    | Máté Gerliczki      | 2025-05-31        | [ 8 ] [ 9 ]                 |
| Kazincbarcika       | Gábor Erős         | Kontrakt z Vasas             | 2025-05-31    | Attila Kuttor       | 2025-06-05        | [ 10 ] [ 11 ] [ 12 ] [ 13 ] |
| Diósgyőr            | Valdas Dambrauskas | Rezygnacja                   | 2025-06-12    | Vladimir Radenković | 2025-06-18        | [ 14 ] [ 15 ] [ 16 ]        |
| Debrecen            | Nestor El Maestro  | Rozwiązanie umowy            | 2025-06-14    | Sergio Navarro      | 2025-06-17        | [ 17 ] [ 18 ]               |
| Zalaegerszegi TE FC | István Mihalecz    | Rozwiązanie umowy            | 2025-06-16    | Nuno Campos         | 2025-06-24        | [ 19 ] [ 20 ]               |
| W trakcie sezonu    |                    |                              |               |                     |                   |                             |
|                     |                    |                              |               |                     |                   |                             |

## Stadiony
| Debreceni VSC     |
| ----------------- |
| Nagyerdei Stadion |
| 20 340            |
|                   |

| Diósgyőr     |
| ------------ |
| DVTK Stadion |
| 14 655       |
|              |

| Ferencvárosi TC |
| --------------- |
| Groupama Aréna  |
| 22 043          |
|                 |

| Győri    |
| -------- |
| ETO Park |
| 15 600   |
|          |

| Kazincbarcika              |
| -------------------------- |
| Mezőkövesdi Városi Stadion |
| 2 993                      |
|                            |

| Kisvárda FC      |
| ---------------- |
| Várkerti Stadion |
| 2 993            |
|                  |

| MTK                      |
| ------------------------ |
| Hidegkuti Nándor Stadion |
| 5 014                    |
|                          |

| Nyíregyháza    |
| -------------- |
| Városi Stadion |
| 8 150          |
|                |

| Paksi FC              |
| --------------------- |
| Fehérvári úti Stadion |
| 6 150                 |
|                       |

| Puskás Akadémia FC |
| ------------------ |
| Pancho Aréna       |
| 3 816              |
|                    |

| Újpest FC              |
| ---------------------- |
| Stadion Ferenca Szuszy |
| 12 670                 |
|                        |

| Zalaegerszegi TE FC |
| ------------------- |
| ZTE Aréna           |
| 11 200              |
|                     |